# Symphonie no 3 d'Auerbach
L'Enfant ménestrel et sa ménagerie particulière
Pour les articles homonymes, voir Symphonie no 3.
La Symphonie no 3, aussi appelée L'Enfant ménestrel et sa ménagerie particulière est la troisième symphonie pour violon soliste, chœur et orchestre de la compositrice Lera Auerbach, écrite en 2016.

## Contexte et création
Lera Auerbach compose sa troisième symphonie en réponse à une commande de l'Orchestre philharmonique de Bergen, de The Proms et de l'Orchestre de la Suisse romande. L'œuvre est créée le 7 avril 2016 par Vadim Gluzman au violon, le chœur philharmonique de Bergen, l'orchestre philharmonique de Bergen, sous la direction d'Edward Gardner.

## Structure
L'œuvre comprend dix mouvements :
1. Ouvertüre
2. Child-Bard
3. Interludium (Promenade I)
4. Lament for a Common Corporant
5. Who is Dickery Dare?
6. Interludium (Promenade II)
7. Who Plays my Drum?
8. Guacamole Treatment
9. Moon-Rider
10. Child-Wanderer